# Impulse Tracker

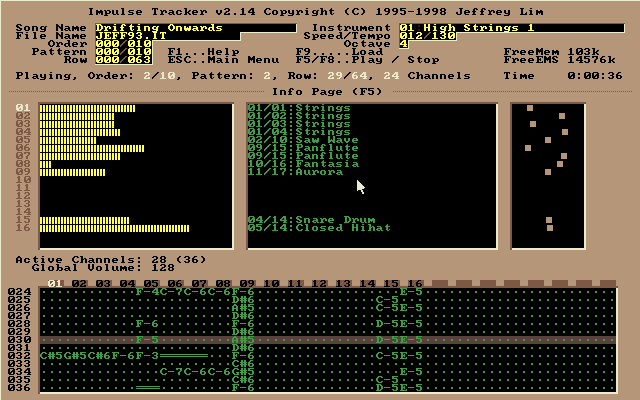
Interfejs programu

Impulse Tracker – tracker przeznaczony dla systemu DOS, napisany przez Jeffreya „Pulse” Lima. Jest najbardziej rozbudowanym trackerem pracującym pod DOS/WIN95/98 opartym na rozszerzonym trybie tekstowym. Pierwsze wydanie programu pochodzi z 1995 roku.
Program był rozpowszechniany jako freeware, a za niewielką opłatą autor udostępniał dodatkowe możliwości takie jak zapis stereofonicznych plików WAV, czy pracy w trybie sieciowym w sieci IPX. Gdy pojawiła się piracka wersja wtyczki zapisującej stereofoniczne pliki WAV, autor zapowiedział, że zaprzestaje prac nad programem po wersji 2.14. Później wydano jeszcze kilka łat (najnowsza wersja to 2.14v5). Wraz z programem został stworzony specjalny format pliku dla niego, jest to format IT, który jest rozszerzoną odmianą formatu MOD.